# Machaeropteris irritabilis
Machaeropteris irritabilis är en fjärilsart som beskrevs av Edward Meyrick 1932. Machaeropteris irritabilis ingår i släktet Machaeropteris och familjen äkta malar.
Artens utbredningsområde är Uganda. Inga underarter finns listade i Catalogue of Life.